# Il volo dell'angelo
Il volo dell'angelo è un romanzo fantasy di Gianluigi Zuddas del 1984, facente parte del ciclo delle amazzoni.

## Trama
Le terre delle amazzoni sono state attaccate. Un popolo in fuga da un cataclisma sta cercando un nuovo territorio dove stabilirsi. Le amazzoni Goccia di Fiamma e Ombra di Lancia e l'alata Angela Janlai, dovranno guidare la migrazione per fermare la guerra.

## Edizioni
- Gianluigi Zuddas, Il volo dell'angelo, collana Fantacollana, Nord, 1984, ISBN 88-429-0500-3.